# Beztroskie dni
Beztroskie dni (jap. 虹色デイズ Nijiiro deizu; Nijiiro Days) – manga autorstwa Minami Mizuno, publikowana w magazynie „Bessatsu Margaret” wydawnictwa Shūeisha od lutego 2012 do marca 2017. W Polsce seria została wydana przez Studio JG.
Na podstawie mangi powstał telewizyjny serial anime oraz film aktorski.

## Fabuła
Manga opowiada o czwórce licealistów, którzy są przyjaciółmi. Nie należą do żadnego klubu i po prostu lubią spędzać czas razem. Natsuki, główny bohater, jest beznadziejnym romantykiem, który ma słabość do dziewczyny imieniem Anna, którą poznał po tym, jak rzuciła go jego była dziewczyna. Zdaje sobie sprawę, że jest w niej zakochany i przy wsparciu trójki przyjaciół wyrazić swoje uczucia w nadziei na związek. Napotyka jednak wiele przeszkód.

## Bohaterowie

### Główni
Natsuki Hashiba (jap. 羽柴 夏樹 Hashiba Natsuki)
Seiyū: Yoshitsugu Matsuoka 
Tomoya Matsunaga (jap. 松永 智也 Matsunaga Tomoya)
Seiyū: Takuya Eguchi 
Keiichi Katakura (jap. 片倉 恵一 Katakura Keiichi)
Seiyū: Nobunaga Shimazaki 
Tsuyoshi Naoe (jap. 直江 剛 Naoe Tsuyoshi)
Seiyū: Kōki Uchiyama 
Anna Kobayakawa (jap. 小早川 杏奈 Kobayakawa Anna)
Seiyū: Minami Tsuda  (anime), Nao Fujita (VOMIC)
Mari Tsutsui (jap. 筒井 まり Tsutsui Mari)
Seiyū: Yumi Uchiyama 
Yukiko Asai (jap. 浅井 幸子 Asai Yukiko)
Seiyū: Shizuka Ishigami 
Nozomi Matsunaga (jap. 松永 希美 Matsunaga Nozomi)
Seiyū: Ai Kayano 

### Drugoplanowi
Taizou Sanada (jap. 真田 泰蔵 Sanada Taizo)
Seiyū: Shin'ya Hamazoe 
Wataru Mochizuki (jap. 望月 渉 Mochizuki Wataru)
Seiyū: Yū Hayashi 
Shinsuke Nezu (jap. 根津 慎之助 Nezu Shinsuke)
Seiyū: Yūsuke Ōta 
Chiba (jap. 千葉)
Seiyū: Megumi Toda 
Yuuji Katakura (jap. 片倉 優二 Katakura Yuji)
Seiyū: Shōta Ebina 
Satomi-sensei (jap. 里見先生 Satomi-sensei)
Seiyū: brak 
Masaomi Tsutsui (jap. 筒井 昌臣 Tsutsui Masaomi)
Seiyū: Kappei Yamaguchi 

## Manga
Kolejne rozdziały mangi ukazywały się w magazynie „Bessatsu Margaret” od 13 lutego 2012 do 13 marca 2017. Następnie wydawnictwo Shūeisha skompilowało wszystkie rozdziały do piętnastu tomów, które ukazywały się w sprzedaży od 25 maja 2012 do 25 kwietnia 2017. Ponad rok później, 25 czerwca 2018 wydany został dodatkowy tom będący spin-offem.
13 maja 2014 ogłoszono, że 24 października zostanie wydana edycja specjalna siódmego tomu, do której dołączano płytę CD zawierającą radio dramę.
Wydanie polskie mangi zostało zapowiedziane 29 stycznia 2021, natomiast pierwszy tom został wydany przedpremierowo 23 kwietnia podczas Wiosennego Festiwalu Mangowego w sieci sklepów Yatta.pl, zaś oficjalnie – 24 maja. Kolejne tomy ukazują się nakładem wydawnictwa Studio JG.
| Nr | Język japoński       | Język japoński         | Język polski                                                 | Język polski           |
| Nr | Data wydania         | ISBN                   | Data wydania                                                 | ISBN                   |
| -- | -------------------- | ---------------------- | ------------------------------------------------------------ | ---------------------- |
| 1  | 25 maja 2012         | ISBN 978-4-08-846780-1 | 23 kwietnia 2021 (przedpremierowo) 24 maja 2021 (oficjalnie) | ISBN 978-83-8001-704-7 |
| 2  | 22 listopada 2012    | ISBN 978-4-08-846862-4 | 6 sierpnia 2021                                              | ISBN 978-83-8001-770-2 |
| 3  | 24 maja 2013         | ISBN 978-4-08-845047-6 | 17 grudnia 2021                                              | ISBN 978-83-8001-810-5 |
| 4  | 25 września 2013     | ISBN 978-4-08-845102-2 | 11 marca 2022                                                | ISBN 978-83-8001-885-3 |
| 5  | 25 lutego 2014       | ISBN 978-4-08-845170-1 | 22 czerwca 2022                                              | ISBN 978-83-8001-952-2 |
| 6  | 25 czerwca 2014      | ISBN 978-4-08-845230-2 | 25 sierpnia 2022                                             | ISBN 978-83-8001-971-3 |
| 7  | 24 października 2014 | ISBN 978-4-08-845285-2 | 3 listopada 2022                                             | ISBN 978-83-8257-012-0 |
| 8  | 23 stycznia 2015     | ISBN 978-4-08-845333-0 | 23 stycznia 2023                                             | ISBN 978-83-8257-082-3 |
| 9  | 25 maja 2015         | ISBN 978-4-08-845390-3 | 29 marca 2023                                                | ISBN 978-83-8257-146-2 |
| 10 | 25 września 2015     | ISBN 978-4-08-845447-4 | 28 czerwca 2023                                              | ISBN 978-83-8257-191-2 |
| 11 | 25 grudnia 2015      | ISBN 978-4-08-845499-3 | 31 sierpnia 2023                                             | ISBN 978-83-8257-226-1 |
| 12 | 25 kwietnia 2016     | ISBN 978-4-08-845555-6 | 26 stycznia 2024                                             | ISBN 978-83-8257-302-2 |
| 13 | 23 września 2016     | ISBN 978-4-08-845637-9 | 29 kwietnia 2024                                             | ISBN 978-83-8257-354-1 |
| 14 | 22 grudnia 2016      | ISBN 978-4-08-845683-6 | 30 lipca 2024                                                | ISBN 978-83-8257-495-1 |
| 15 | 25 kwietnia 2017     | ISBN 978-4-08-845745-1 | 8 października 2024                                          | ISBN 978-83-8257-541-5 |
| SP | 25 czerwca 2018      | ISBN 978-4-08-844055-2 | 12 grudnia 2024                                              | ISBN 978-83-8257-602-3 |

## Anime
Adaptacja w formie telewizyjnego serialu anime została zapowiedziana we wrześniowym numerze „Bessatsu Margaret”. Reżyserią zajęli się Tetsuro Amino oraz Tomohiko Ōkudo, kompozycją serii – Aki Itami, natomiast za produkcję wykonawczą odpowiadało studio Production Reed. Głosy bohaterów podkładali aktorzy, którzy występowali w radio dramie. Premiera anime odbyła się 10 stycznia 2016, natomiast każdy z odcinków trwał 14 minut. Łącznie wyemitowano 24 odcinki, które zostały skompilowane do sześciu wydań na Blu-ray i DVD.
W openingu wykorzystany został utwór „Best Friend” (jap. ベストフレンド Besuto furendo) zespołu Sonar Pocket, natomiast w endingu – „Rainbow Days!” wykonywany przez Yoshitsugu Matsuokę, Takuyę Eguchi, Nobunagę Shimazakiego i Kōki Uchiyamę.

## Film aktorski
Aktorski film wyprodukowany przez wytwórnię Shōchiku ukazał się w japońskich kinach 6 lipca 2018. Przez pierwsze trzy dni sprzedano 87 000 biletów, uzyskując zysk na poziomie 110 milionów jenów. Poza Japonią film był pokazywany podczas festiwalu Japanese Film Festival w Australii.

## Odbiór
W marcu 2018 liczba sprzedanych egzemplarzy osiągnęła liczbę 3 milionów.